# منول (تگزاس)
منول، تگزاس (به انگلیسی: Manvel, Texas) شهری در ایالت تگزاس از ایالات جنوبی ایالات متحده آمریکا است. در سرشماری سال ۲۰۰۰، جمعیت این شهر ۷۱۶۰ نفر اعلام شد.